# Schloss Groß-Roop
Schloss Groß-Roop (lettisch Lielstraupes pils) ist eine Schlossanlage im nordlettischen Ort Straupe (deutsch Roop) in der historischen Region Livland. Sie geht auf eine mittelalterliche Vasallenburg des Erzbistums Riga zurück, die im Laufe der Zeit mehrfach beschädigt und immer wiederaufgebaut wurde. Im 18. Jahrhundert zu einem barocken Schloss umgestaltet, war die Anlage noch bis in das 20. Jahrhundert bewohnt, ehe die Eigentümer erst enteignet und dann umgesiedelt wurden. Nach dem Zweiten Weltkrieg als Traktorenwerkstatt genutzt, war dort anschließend von 1963 bis 2017 eine Klinik eingerichtet. Derzeit steht die Anlage leer, der Schlosspark und der Schlossinnenhof sind aber für Besucher geöffnet.
Das Schloss ist seit dem 16. Dezember 1998 als Kulturdenkmal geschützt.

## Geschichte

### Anfänge im Spätmittelalter
Das Land um Straupe gehörte seit dem Beginn des 13. Jahrhunderts dem Bistum Riga, und am Ende jenes Jahrhunderts befand es sich als erzbischöfliches Lehen im Besitz des Stiftsvogts Otto von Rosen. Seine Familie war ein alt-livländisches Adelsgeschlecht und gehörte zu den einflussreichsten Vasallen des Rigaer Erzbischofs. Es ist möglich, dass es in der zweiten Hälfte des 13. Jahrhunderts an jener Stelle schon eine Burg gegeben hat, denn zu jener Zeit existierte auch schon die Siedlung Roop als Hakelwerk, das heißt eine Kleinstadt, die von einer Palisade umgeben war. Zudem ist für das Jahr 1288 ein Waldemar von Rosen urkundlich belegt, allerdings wurde bei seiner Nennung kein Lehen von ihm erwähnt. In der Überlieferung wird eine Gründung der Anlage im Jahr 1263 tradiert, allerdings gibt es für diese Datierung keine urkundlichen Belege. Die erste schriftliche Erwähnung einer Burg der Familie Rosen im damaligen Roop datiert in das Jahr 1310, als sie von Litauern belagert wurde. 1350 verlehnte Erzbischof Fromhold von Vifhusen das „husz tho Rosen“ an den Ritter Wolmar von Rosen und seinen Neffen Hennecke. Eine Generation nach Hennecke wurden die Rosenschen Ländereien in drei eigenständige Besitztümer aufgeteilt, die nach ihren Adelssitzen Groß-Roop, Klein-Roop und Hochrosen genannt wurden. Zu jener Zeit bestand die Anlage Groß-Roop wahrscheinlich nur aus einem wehrhaften Viereckstum und einem nördlich vorgelagerten Burghof, an den die Stadt Roop grenzte. Sie gehörte also zu den Turmburgen.

### Beschädigung und Konfiskation
Vermutlich um 1500 wurde Groß-Roop um einen Wohnflügel erweitert, der sich dem Burgturm in südwestlicher Richtung anschloss. Zeitgleich wurde östlich eine gotische Kirche errichtet, die in das Wehrsystem der Anlage eingebunden war, indem sie durch eine Ringmauer mit dem Turm und dem neuen Wohnflügel verbunden wurde. Während die Anlage in Dokumenten bis zum Zeitpunkt der Erweiterung „hoff to Rope“ genannt wurde, erschien sie ab 1512 in schriftlichen Zeugnissen als „dat sloth rope“.
1529 gelangte die Anlage durch Kauf an eine Familienlinie des Hauses von Rosen-Hochrosen. Zu Beginn der 17. Jahrhunderts wurde sie während der Nordischen Kriege stark beschädigt. 1624 wurde erwähnt, dass sie ohne Dach und mit Ausnahme von zwei Kammern, einem Keller und einer Küche ungenutzt gewesen sei. Da die Besitzer im Polnisch-Schwedischen Krieg auf Seiten der Polen und damit der Verlierer standen, konfiszierte König Gustav Adolf das wieder instand gesetzte Schloss Groß-Roop 1625, nachdem seine Truppen im Raum Riga die Oberhand gewonnen hatten, und vergab die Anlage als Lehen an den Oberstleutnant Wilhelm von Wallenstein. Der verkaufte sie schon 1629 für 3100 Speciestaler an die Witwe des Jürgen von Albedyll, Elisabeth geb. von Ihlenbach. Der Familie von Albedyll folgten im Jahr 1704 die von Stackelberg als Schlossherren. Sie erwarben eine bereits zum zweiten Mal instand gesetzte Anlage, denn 1684 hatte ein Feuer Schloss und Kirche stark beschädigt.

### Barocke Umgestaltung im 18. Jahrhundert

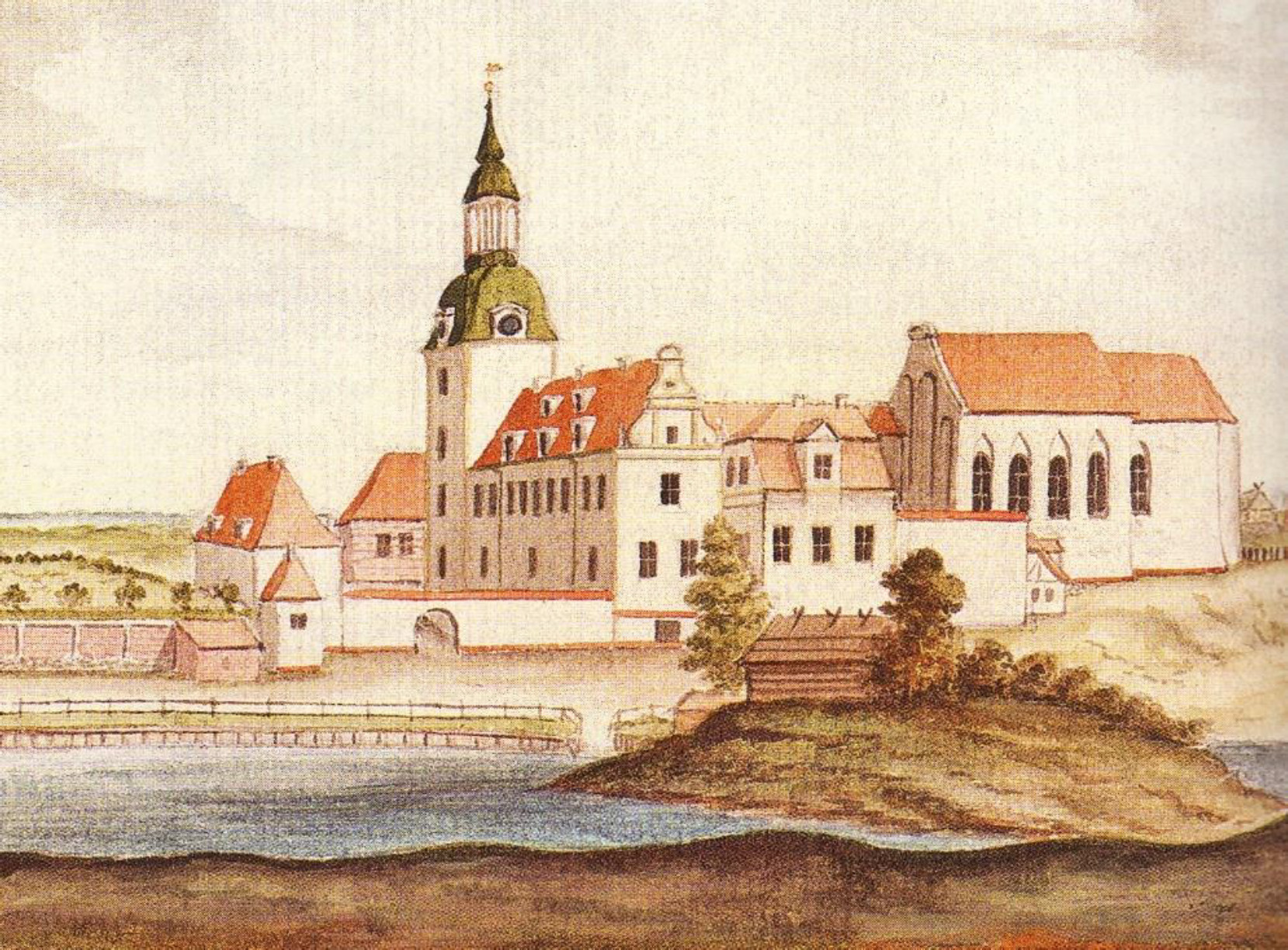
Schloss Groß-Roop 1778, Ausschnitt aus einer Zeichnung von Johann Christoph Brotze

Erneute Zerstörungen erfolgten im Großen Nordischen Krieg. Kurz nach Kriegsende erwarb Graf Peter von Lacy die beschädigte Anlage und ließ sie bis 1743 wiederauf- und umbauen. Damit einhergehend geschah eine Barockisierung des Schlosses. So erhielt der alte Burgturm eine geschweifte Haube, der Wohnflügel an der südlichen Stirnseite einen Schweifgiebel und an der Hofseite ein neues Portal. Außerdem ließ der neue Schlossherr die stark beschädigte Kirche zu ihrer heutigen Form umgestalten. Ihm folgte der kursächsische Kammerherr Peter von Vietinghoff als Eigentümer. Er verkaufte Groß-Roop 1780 an Peter von Lacys Neffen, den Generalgouverneur von Livland Georg Graf Browne, dem wiederum die Grafen von Solms und Tecklenburg als Schlossherren nachfolgten. Heinrich Friedrich von Solms und Tecklenburg verpfändete den Besitz 1797 an den Sekretär Jakob Bernhard Müller, der ihn noch im selben Jahr an den russischen Kaiser Paul I. abtrat.
1857 gelang es dem auf Schloss Klein-Roop ansässigen Freiherrn Johann Gustav von Rosen nach langjährigen Bemühungen, Groß-Roop für seine Familie zurückzukaufen, und er machte es 1866 zu einem Familienfideikommiss. Der Besitz umfasste zu jener Zeit rund 800 Hektar Land, mehrheitlich bestehend aus Wald.

### Erneute Zerstörung und erneuter Wiederaufbau im 20. Jahrhundert

Das ausgebrannte Schloss 1906

Während der Russischen Revolution wurde das Schloss durch einen von Revolutionären gelegten Brand im Dezember 1905 schwer beschädigt. Der damalige Eigentümer, Freiherr Hans von Rosen, ließ es zwischen 1906 und 1909 nach Plänen des aus Riga stammenden Architekten Wilhelm Bockslaff wiederaufbauen und restaurieren. Dabei wurde Zerstörtes so weit wie möglich rekonstruiert, so zum Beispiel die Stuckdecken in den Innenräumen oder die große Barocktreppe aus Eichenholz. Die Arbeiten gelten als erste Restaurierung in Lettland, die nach wissenschaftlichen Maßstäben durchgeführt wurde. Dabei kamen aber auch einige vorher nicht existierende Teile hinzu, darunter das zweite Geschoss der Nordost-Flügels und einige Fachwerkbauten.
1920 wurde Hans von Rosen – wie alle Großgrundbesitzer in Lettland – im Zuge einer großen Agrarreform enteignet. Von seinem riesigen Besitz ließ man ihm nur etwa 50 Hektar, darunter das Schloss Groß-Roop. Er wohnte dort bis zu seiner Umsiedlung 1939.

### Seit 1945
Nach Ende des Zweiten Weltkriegs war in der Schlossanlage zunächst eine Traktorenwerkstatt untergebracht. Ab 1963 beherbergte sie eine staatliche Klinik. Zwar wurden in den Jahren 1966 bis 1970 noch einmal Renovierungsarbeiten vorgenommen, doch musste die Klinik Ende 2017 wegen Baufälligkeit der Gebäude den Betrieb einstellen. Seither suchen Kommunalpolitiker nach einer neuen Nutzung für die Anlage. Der Verwaltungsbezirk Pārgauja hat sich ihr derweil angenommen und sie für Besucher geöffnet.

## Beschreibung

### Lage
Schloss Groß-Roop steht in unmittelbarer Nähe der A3 auf dem Weg von Riga nach Valmiera (deutsch Wolmar) am linken Ufer der Brasla (deutsch Raupa/Ropa), einem Nebenfluss der Livländischen Aa. Weniger als einen Kilometer in nordöstlicher Richtung entfernt befindet sich das Schloss Klein-Roop, das von der gleichen Familie erbaut wurde. Die befestigte Vorgängeranlage von Groß-Roop lag auf einer erhöhten Stelle über dem Fluss und war durch eine Flussschleife der Brasla sowie aufgestaute Teiche an zwei Seiten gegen Angriffe geschützt. An den übrigen Seiten der Burg gab es einen Wall und künstliche Gräben zur Verteidigung. Von diesen Wehrelementen sind heute nur noch die Teiche im Westen und Süden des Schlosses erhalten.

### Architektur

#### Schlosstrakte

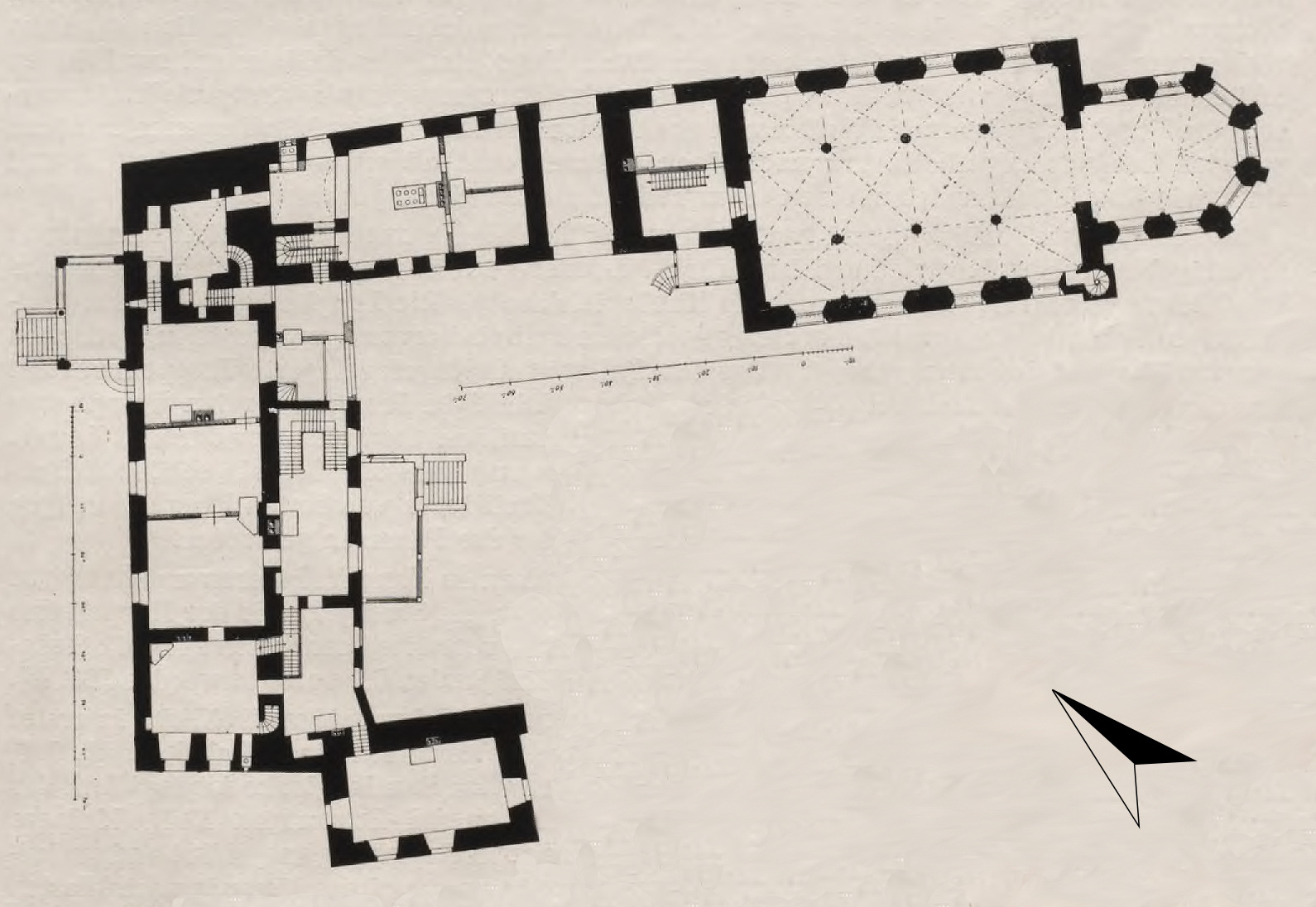
Schlossgrundriss mit dem Zustand vor 1723

Das Schloss ist eine zweiflügelige Anlage, deren Trakte nahezu rechtwinkelig aneinanderstoßen und damit an zwei Seiten einen Innenhof umgeben. Die beiden gebäudelosen Seiten im Südwesten und Südosten des Hofs sind von den Resten einer Wehrmauer abgeschlossen, die noch aus der Zeit der Burg stammt. Das Mauerwerk der Gebäude besteht mehrheitlich aus Backstein und ist gelb sowie weiß verputzt. Dort wo die beiden Flügel aufeinandertreffen, steht ein fast quadratischer, 9 × 9,45 Meter messender Turm, dessen Mauern bis zu vier Meter dick sind. Er stammt aller Wahrscheinlichkeit nach noch von der ersten Burganlage und wäre somit der älteste Teil des heutigen Schlosses. Seine vier Geschosse sind von einer barocken Haube mit offener Laterne und bekrönender Wetterfahne abgeschlossen. Letztere zeigt die Jahreszahl 1743 und damit das Jahr, in dem der barocke Umbau der Anlage unter Peter von Lacy zum Abschluss kam. An allen vier Seiten des Daches findet sich ein Ziffernblatt für die von einem lokalen Uhrmachermeister installierte Turmuhr.
Der 27 Meter lange und ursprünglich neun Meter breite Nordwest-Flügel diente zu Wohnzwecken. Sein Schweifgiebel an der südlichen Stirnseite weist starke Ähnlichkeit mit dem aus dem Jahr 1727 stammenden Giebel an der Domkirche in Riga auf. Bei dem Umbau unter Graf von Lacy wurde der Trakt auf seine heutige Größe verbreitert. Sein hofseitiges Portal mit gesprengtem Giebel und dem dahinter liegenden Vestibül stammt aus ebenjener Zeit. Der Neubau war nötig geworden, weil das barocke Treppenhaus bei einem Brand im 17. Jahrhundert zerstört worden war. Die inschriftliche Datierung des Portals auf 1909 resultiert aus Instandsetzungsarbeiten in jenem Jahr. Aus gleicher Zeit stammt die dem Portal vorgelagerte Terrasse samt Freitreppe. Dem Nordwest-Flügel schließt sich an seiner Südecke ein zweigeschossiger Rechteckbau mit ziegelgedecktem Walmdach an, der früher Rittersaal genannt wurde. In sein Erdgeschoss wurde ein Teil der alten Ringmauer integriert.
Die Nordost-Seite des Schlosshof wird von einem zweigeschossigen Trakt begrenzt, der 27,8 Meter lang ist. Dort befindet sich das große Haupttor zum Innenhof, über dem an der Außenseite das Wappen der Familie von Rosen und eine Inschrift zu finden ist. Diese nennt mit 1263 das angebliche Gründungsjahr der Anlage, die Inschrift selbst stammt aber frühestens aus dem 19. Jahrhundert.

#### Schlosskirche
Dem Nordost-Flügel schließt sich nach Osten die 32,4 Meter lange Schlosskirche aus der Zeit der Gotik an. Lange Zeit wurden die Schlossherren aus der Familie von Rosen in der Kirche bestattet. Davon zeugt der noch erhaltene Grabstein des 1590 verstorbenen Georg von Rosen. Weitere Grabsteine – auch jüngeren Datums – sind im Schlosshof aufgestellt. Das Gotteshaus mit den hohen Spitzbogenfenstern war ehemals dreischiffig und besaß einen überwölbten Innenraum, wurde aber nach Beschädigung durch einen Brand in veränderter Form wiederaufgebaut. Heute ist sein Langhaus einschiffig und das Gewölbe nur noch im Chor erhalten. Von dem ehemaligen Langhausgewölbe zeugen aber noch erhaltene Wandpfeiler und Schildbogenreste. Zur Innenausstattung gehören eine bemalte Kanzel aus dem Jahr 1739 und Buntglasfenster in der Apsis, die nach Entwürfen des Künstlers Sigismunds Vidbergs gefertigt und dort 1940/1941 installiert wurden.

### Schlosspark
Das Schloss liegt inmitten eines Landschaftsparks, in dem einheimische und exotische Baumarten wachsen, darunter Winter-Jasmin und Balsam-Tanne. In seiner Ostecke steckt ein hölzerner Glockenturm, der dort im Jahr 1848 errichtet wurde. Der nördliche Teil des Parks belegt ein Areal, auf dem im Mittelalter und in der Frühen Neuzeit die Hansestadt Roop lag. Sie wurde jedoch im 17. Jahrhundert während der Nordischen Kriege vollkommen zerstört und nicht wiederaufgebaut. Im Bereich des heutigen Schlossparks lag früher auch der mittelalterliche Friedhof Roops, auf dem noch bis in das Jahr 1775 bestattet wurde.

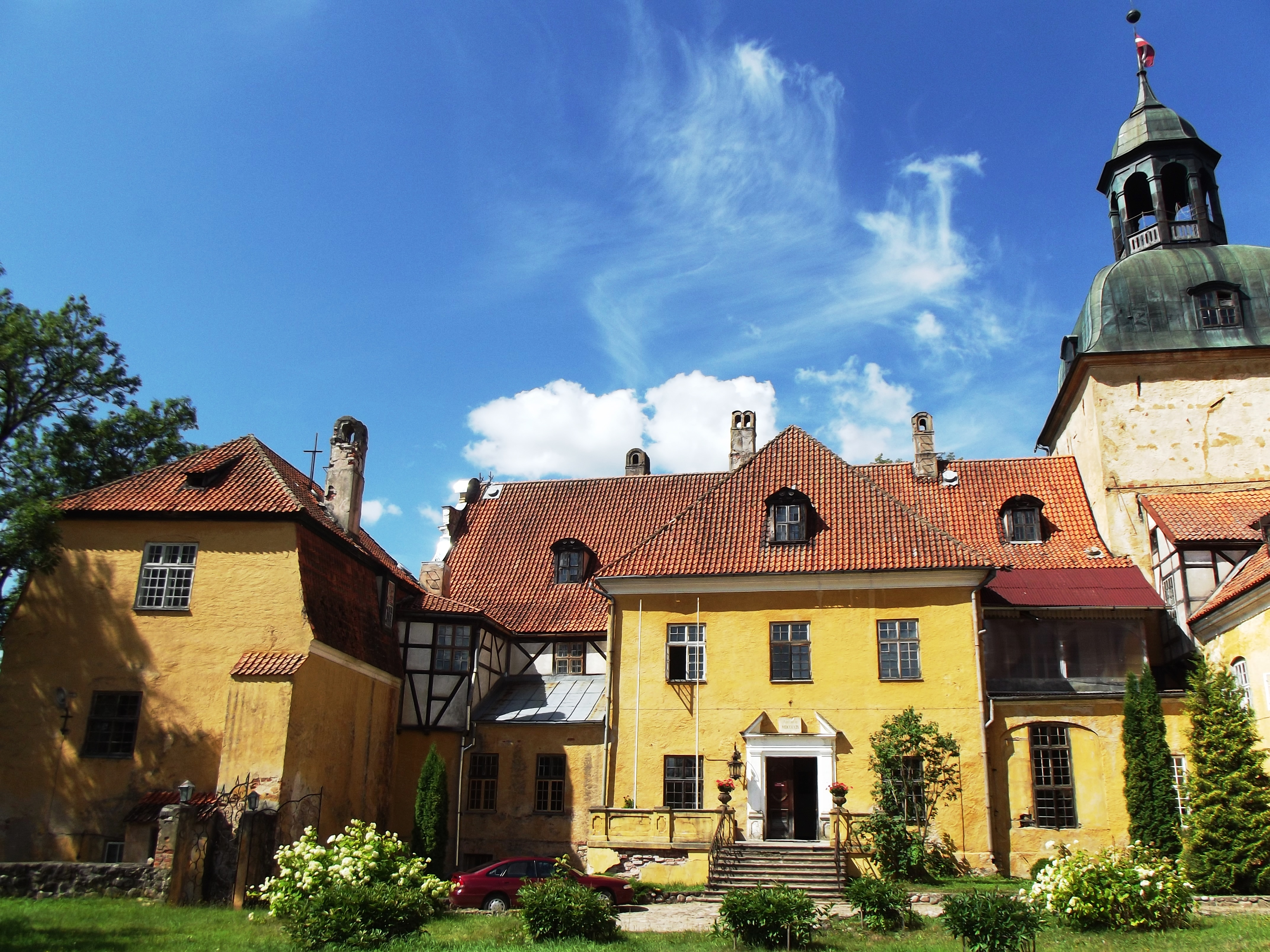
Nordwest-Flügel, Ansicht vom Schlosshof
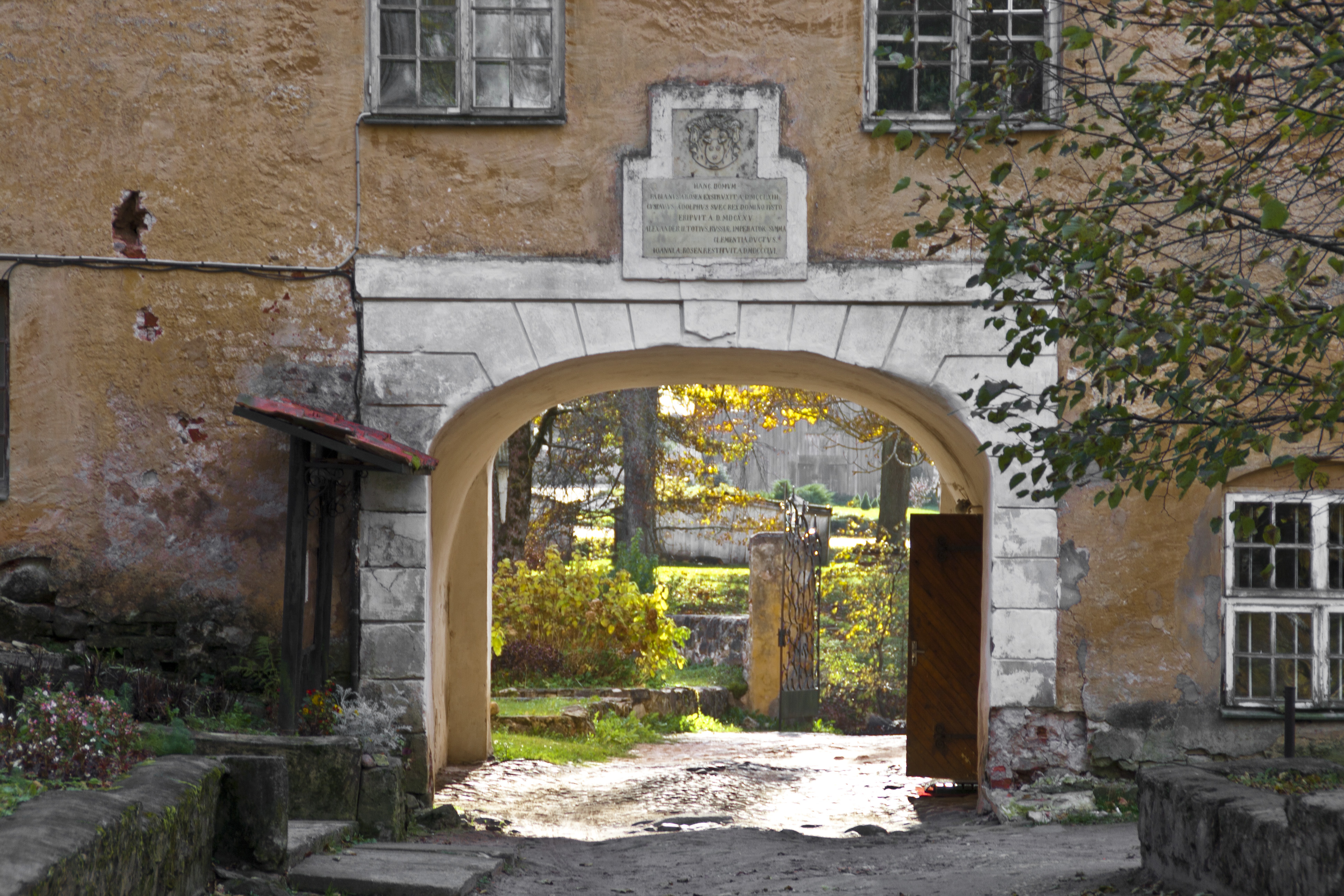
Schlosstor im Nordost-Flügel
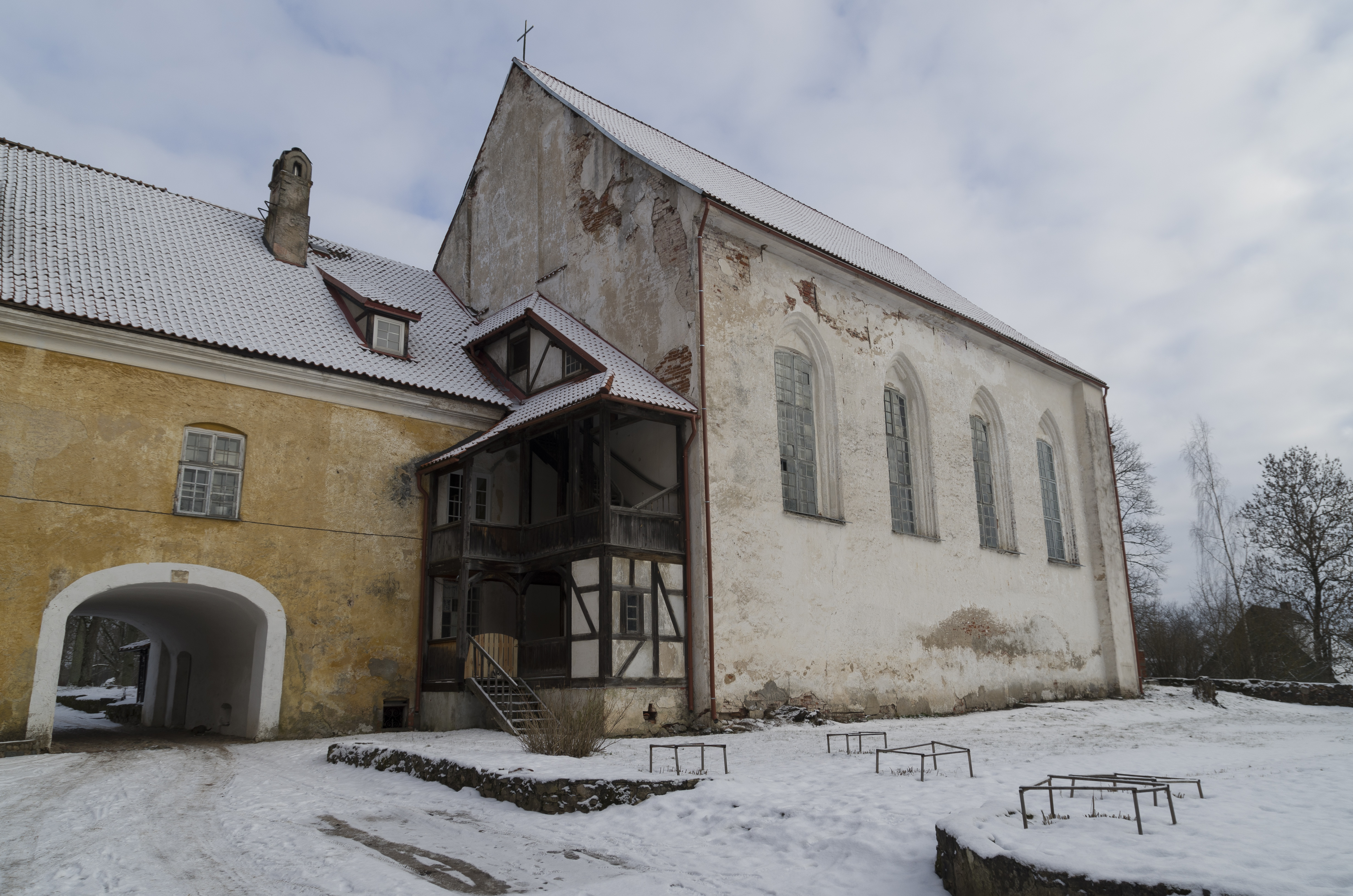
Schlosskirche, Ansicht vom Schlosshof
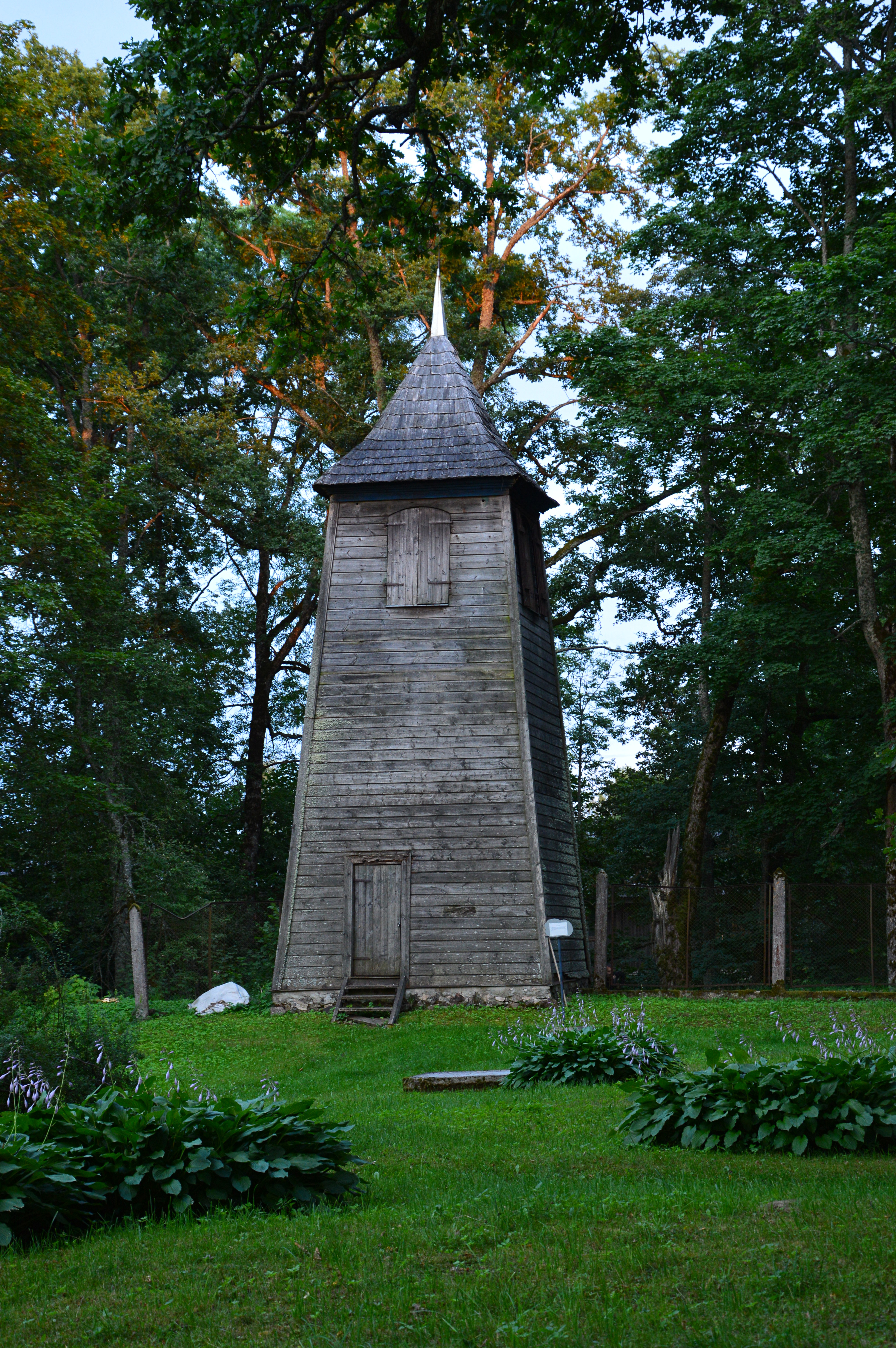
Hölzerner Glockenturm